# Куп Републике Српске у фудбалу 2004/05.
Куп Републике Српске у фудбалу 2004/05. је дванаеста сезона овог такмичења које се одржава на територији Републике Српске у организацији Фудбалског савеза Републике Српске. Прво такмичење је одржано у сезони 1993/94.
У Купу Републике Српске учествују фудбалски клубови са подручја Републике Српске. Клубови нижег нивоа такмичења морају у оквиру подручних савеза изборити учешће у Купу. Такмичењу се од шеснаестине финала прикључују и клубови из Прве лиге Републике Српске и клубови из Републике Српске који се такмиче у Премијер лиги Босне и Херцеговине.
Парови се извлаче жребом. До полуфинала се игра по једна утакмица, у полуфуналу две а финална утакмица се игра на стадиону одређеном накнадно или се играју две утакмице. У овој сезони, одређено је да у четвртфиналу и полуфиналу се одиграју по два меча, а финале је играно на неутралном терену.
Финална утакмица је одиграна на Градском стадиону у Бања Луци. Јединство из Брчког је победило екипу Слоге из Добоја резултатом 3:2, те на тај начин освојило други куп у својој историји.

## Парови и резултати

### Шеснаестина финала
- Утакмице су игране 29. септембра, 5. октобра и 6. октобра 2004.[3]

| Бр. ут. | Домаћин               | Резултат       | Гост                     |
| ------- | --------------------- | -------------- | ------------------------ |
| 1       | Модрича Максима       | 1:0            | БСК Црни Ђорђе           |
| 2       | Жељезничар Бања Лука  | 0:4            | Борац Бања Лука          |
| 3       | Гласинац Соколац      | 4:0            | Рудар Угљевик            |
| 4       | Радник Бијељина       | 0:0 (7:6 Пен.) | Славија Источно Сарајево |
| 5       | Текстилац Дервента    | 0:3 пф         | Љубић Прњавор            |
| 6       | Раван Међеђа          | 1:2            | Слобода Нови Град        |
| 7       | Младост Котор Варош   | 1:3            | Рудар Приједор           |
| 8       | Борац Маглајани       | 3:2            | Омладинац Бања Лука      |
| 9       | Никос Канбера Руданка | 0:4            | Слога Добој              |
| 10      | Лакташи               | 4:1            | Козара Градишка          |
| 11      | Лединци               | 1:0            | Дрина ХЕ Вишеград        |
| 12      | Јединство Брчко       | 2:1            | Младост Гацко            |
| 13      | Младост Рогатица      | 10:1           | Братство Братунац        |
| 14      | Дрина Зворник         | 1:1 (4:3 Пен.) | Напредак Доњи Шепак      |
| 15      | Борац Шамац           | 3:0            | Леотар                   |
| 16      | Слога Горње Црњелово  | 3:0 пф         | Херцеговац Билећа        |

### Осмина финала
| Бр. ут. | Домаћин          | Резултат       | Гост                 |
| ------- | ---------------- | -------------- | -------------------- |
| 1       | Лакташи          | 1:1 (2:4 Пен.) | Модрича Максима      |
| 2       | Јединство Брчко  | 1:0            | Гласинац Соколац     |
| 3       | Борац Шамац      | 0:2            | Дрина Зворник        |
| 4       | Младост Рогатица | 3:0 пф         | Слога Горње Црњелово |
| 5       | Борац Маглајани  | 1:3            | Слобода Нови Град    |
| 6       | Љубић Прњавор    | 5:2            | Борац Бања Лука      |
| 7       | Рудар Приједор   | 2:2 (4:5 Пен.) | Слога Добој          |
| 8       | Лединци          | 2:1            | Радник Бијељина      |

### Четвртфинале
| Утак. | Клуб, Место              | Укупан резултат | Клуб, Место      | 1. утакмица | 2. утакмица |
| ----- | ------------------------ | --------------- | ---------------- | ----------- | ----------- |
| 1.    | Модрича Максима, Модрича | 1:2             | Дрина, Зворник   | 1:1         | 0:1         |
| 2.    | Лединци, Батковић        | 3:5             | Љубић, Прњавор   | 1:0         | 2:5         |
| 3.    | Младост, Рогатица        | 2:4             | Слога, Добој     | 2:0         | 0:4         |
| 4.    | Слобода, Нови Град       | 0:5             | Јединство, Брчко | 0:0         | 0:5         |

### Полуфинале
| Утак. | Клуб, Место      | Укупан резултат | Клуб, Место    | 1. утакмица | 2. утакмица |
| ----- | ---------------- | --------------- | -------------- | ----------- | ----------- |
| 1.    | Слога, Добој     | 4:4 (4:2 Пен.)  | Љубић, Прњавор | 4:0         | 0:4         |
| 2.    | Јединство, Брчко | 1:0             | Дрина, Зворник | 1:0         | 0:0         |

## Финале
15. јун 2005. Градски стадион, Бања Лука
| Клуб, Место      | Резултат | Клуб, Место  |
| ---------------- | -------- | ------------ |
| Јединство, Брчко | 3:2      | Слога, Добој |

| Победник Купа Републике Српске у фудбалу 2004/05. |
| ------------------------------------------------- |
| Јединство Брчко 2. титула                         |